# Sh2-143
Sh2-143 est une petite nébuleuse en émission visible dans la constellation de Céphée.
Elle est située dans la partie sud-est de la constellation, près de la frontière avec le Lézard et Cassiopée. La période la plus appropriée pour son observation dans le ciel du soir tombe entre les mois de juillet et décembre et elle est considérablement facilitée pour les observateurs situés dans les régions de l'hémisphère boréal, où elle se produit circumpolaire jusqu'aux régions tempérées chaudes.
C'est une petite nébuleuse située sur le bras de Persée à une distance d'environ 3 700 pc (∼12 100 al) dans une région proche de l'association stellaire Céphée OB1 et apparaît ionisée par l'étoile bleue LS III +57 93, de classe spectrale O9.5V. Selon le catalogue Avedisova, cette nébuleuse est associée à un nuage moléculaire et à une source d'ondes radio.